# Johann Rottenhammer

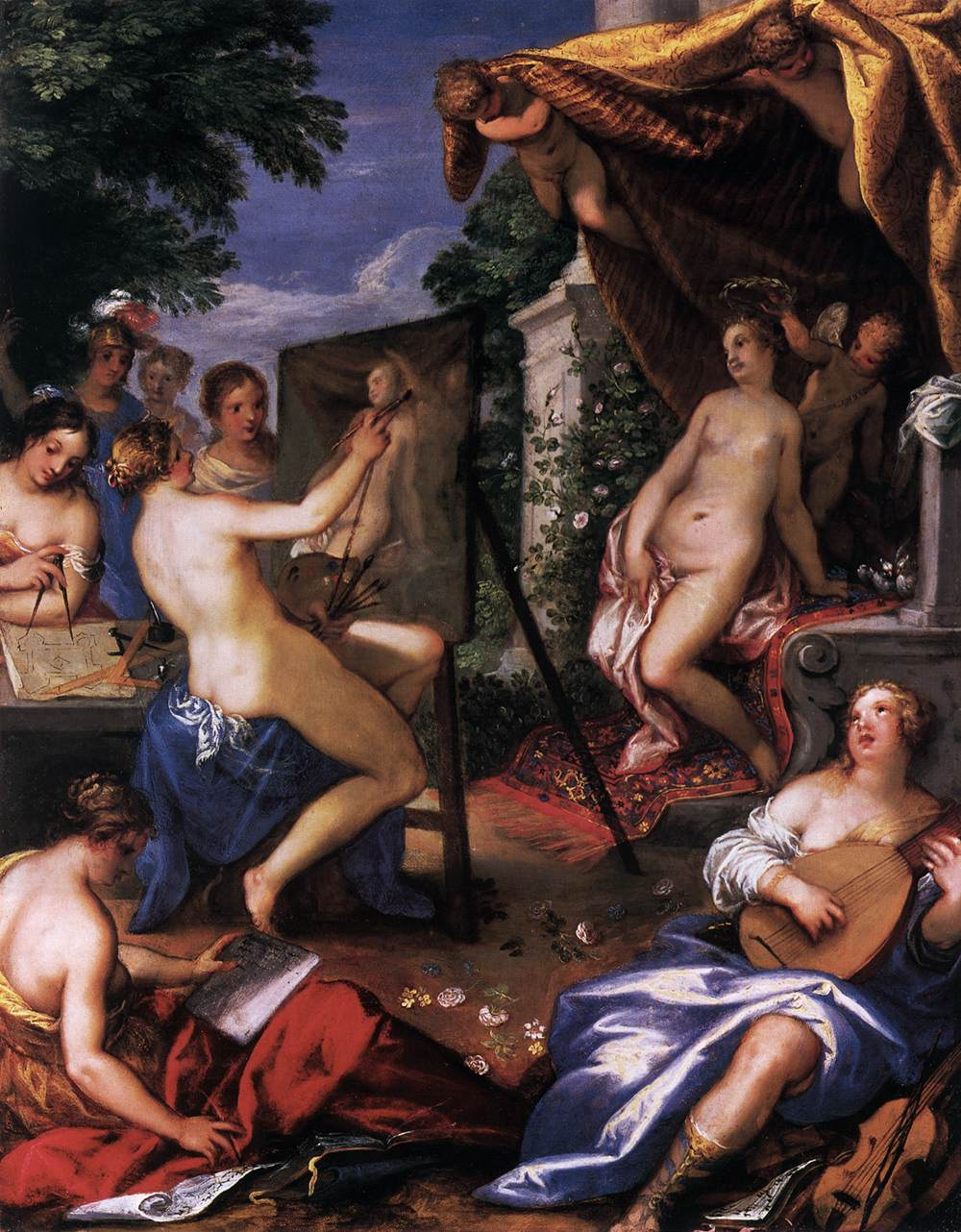
Allegoria delle Arti, Gemäldegalerie, Berlino

Johann Rottenhammer, noto anche col nome di Hans (Monaco di Baviera, 1564 – Augusta, 1625), è stato un pittore tedesco.

## Biografia
Allievo di Hans Donauer, con l'aiuto del conte Guglielmo V di Baviera fu spedito in Italia per un viaggio formativo. Qui lavorò con Paul Bril a Roma e Jan Brueghel il Vecchio, prima di stabilirsi a Venezia (1596), come assistente di Adam Elsheimer.
Tornò in Germania solo nel 1606, divenendo cittadino di Augusta e acquisendo il grado di maestro indipendente nel 1607. Esclusa una chiamata a Bückeburg, visse ad Augusta fino alla morte.
La sua opera mostra l'adesione a modelli compositivi veneziani, in particolare legati a Tintoretto del quale fu ammiratore, combinati con elementi della pittura olandese, in particolare legati al trattamento dei paesaggi. Fu autore prevalentemente di soggetti religiosi e mitologici.